# Copa Panamericana de Hockey sobre césped
La Copa Panamericana es un torneo de hockey sobre césped organizado por la Federación Panamericana de Hockey (PAHF). 
La competencia se llevó a cabo por primera vez en el año 2000 para los equipos masculinos y un año después se realizó por primera vez para los equipos femeninos. 
El equipo ganador de la Copa Panamericana clasifica automáticamente a la Copa Mundial de Hockey.
En la rama masculina, el seleccionado de Argentina es el máximo ganador del torneo con cuatro títulos, mientras que Cuba y Canadá han ganado la competición una vez cada uno. En la rama femenina, la máxima ganadora es la selección de Argentina con seis títulos, al haber conquistado todas las ediciones disputadas del torneo.

## Torneo masculino

### Resultados
| 2000 Detalles | La Habana, Cuba           | Cuba      | Round-robin              | Canadá         | Argentina         | Round-robin | Chile             |
| 2004 Detalles | London, Canadá            | Argentina | 2–1                      | Canadá         | Chile             | 2–1         | Trinidad y Tobago |
| 2009 Detalles | Santiago, Chile           | Canadá    | 2–1 Tiempo suplementario | Estados Unidos | Argentina         | 4–0         | Chile             |
| 2013 Detalles | Toronto, Canadá           | Argentina | 4–0                      | Canadá         | Trinidad y Tobago | 3–1         | Chile             |
| 2017 Detalles | Lancaster, Estados Unidos | Argentina | 2–0                      | Canadá         | Estados Unidos    | 3–0         | Trinidad y Tobago |
| 2022 Detalles | Santiago, Chile           | Argentina | 5–1                      | Chile          | Canadá            | 3–1         | Estados Unidos    |
| 2025 Detalles | Montevideo, Uruguay       | Argentina | 10–0                     | Estados Unidos | Canadá            | 2–1         | Chile             |

### Medallero
| Pos. | Selección         | Medalla de oro, América | Medalla de plata, América | Medalla de bronce, América | Total |
| ---- | ----------------- | ----------------------- | ------------------------- | -------------------------- | ----- |
| 1º   | Argentina         | 5                       | 0                         | 2                          | 7     |
| 2º   | Canadá            | 1                       | 4                         | 2                          | 7     |
| 3º   | Cuba              | 1                       | 0                         | 0                          | 1     |
| 4º   | Estados Unidos    | 0                       | 2                         | 1                          | 3     |
| 5º   | Chile             | 0                       | 1                         | 1                          | 2     |
| 6º   | Trinidad y Tobago | 0                       | 0                         | 1                          | 1     |

## Torneo femenino

### Resultados
| 2001 Detalles | Kingston, Jamaica         | Argentina | 4–1               | Estados Unidos | Canadá         | 6–0 | Uruguay           |
| 2004 Detalles | Bridgetown, Barbados      | Argentina | 3–0               | Estados Unidos | Canadá         | 5–0 | Uruguay           |
| 2009 Detalles | Hamilton, Bermuda         | Argentina | 2–2 (7–6) Penales | Estados Unidos | Chile          | 2–1 | Trinidad y Tobago |
| 2013 Detalles | Mendoza, Argentina        | Argentina | 1–0               | Estados Unidos | Canadá         | 2–1 | Chile             |
| 2017 Detalles | Lancaster, Estados Unidos | Argentina | 4–1               | Chile          | Estados Unidos | 2–1 | Canadá            |
| 2022 Detalles | Santiago, Chile           | Argentina | 4–2               | Chile          | Canadá         | 1–0 | Estados Unidos    |
| 2025 Detalles | Montevideo, Uruguay       | Argentina | 3–0               | Estados Unidos | Uruguay        | 2–0 | Chile             |

### Medallero
| Pos. | Selección      | Medalla de oro, América | Medalla de plata, América | Medalla de bronce, América | Total |
| ---- | -------------- | ----------------------- | ------------------------- | -------------------------- | ----- |
| 1º   | Argentina      | 7                       | 0                         | 0                          | 7     |
| 2º   | Estados Unidos | 0                       | 5                         | 1                          | 6     |
| 3º   | Chile          | 0                       | 2                         | 1                          | 3     |
| 4º   | Canadá         | 0                       | 0                         | 4                          | 4     |
| 5º   | Uruguay        | 0                       | 0                         | 1                          | 1     |